# USS Tarpon (SS-175)
USS Tarpon (SS-175) là một tàu ngầm lớp Porpoise được Hải quân Hoa Kỳ chế tạo vào giữa thập niên 1930. Nó là chiếc tàu ngầm thứ hai của Hải quân Hoa Kỳ được đặt cái tên này, theo tên loài cá cháo lớn. Nó đã phục vụ trong suốt Chiến tranh Thế giới thứ hai, thực hiện tổng cộng mười hai chuyến tuần tra, đánh chìm hai tàu Nhật Bản với tổng tải trọng 27.910 tấn. Đến đầu năm 1945, nó được rút về để làm nhiệm vụ huấn luyện cho đến khi chiến tranh chấm dứt. Con tàu ngừng hoạt động vào năm 1945 và cuối cùng bị bán để tháo dỡ vào năm 1957, nhưng lại bị đắm trên đường kéo đi để tháo dỡ. Tarpon được tặng thưởng bảy Ngôi sao Chiến trận do thành tích phục vụ trong Thế Chiến II.

## Thiết kế và chế tạo
Lớp tàu ngầm Porpoise Kiểu P-3 được phát triển bởi hãng Electric Boat có cấu trúc vỏ kép một phần với hai đầu là vỏ đơn, một phiên bản hoàn thiện hơn của kiểu lườn tàu được sử dụng cho chiếc USS Dolphin (SS-169). Chúng là những tàu ngầm Hoa Kỳ đầu tiên được đóng áp dụng kỹ thuật hàn cho toàn bộ cấu trúc con tàu, vốn sẽ áp dụng cho mọi lớp tàu ngầm sau này.
Lớp Porpoise dài khoảng 300 foot (91 m) và trọng lượng choán nước khi lặn khoảng 1.934–1.998 tấn Anh (1.965–2.030 t), với một cấu trúc thượng tầng tháp chỉ huy lớn và cồng kềnh. Tốc độ tối đa chỉ đạt khoảng 18 hải lý trên giờ (33 km/h) để duy trì độ bền cho động cơ, nhưng một cải tiến nhằm chứa dầu FO trong các thùng dằn chính đã giúp tăng gần gấp đôi tầm xa hoạt động, giúp chúng có thể di chuyển đến tận chính quốc Nhật Bản. Động cơ diesel Winton Kiểu 16-201A hai thì 16-xy lanh gặp phải nhiều trục trặc trong vận hành, nên sau này được thay thế bằng động cơ General Motors Kiểu 12-278A.
Vũ khí trang bị chính ban đầu chỉ có sáu ống phóng ngư lôi 21 in (530 mm), gồm bốn ống trước mũi và hai ống phía đuôi, cùng một hải pháo 3 inch/50 caliber trên boong tàu và hai súng máy M1919 Browning .30-caliber (7,62 mm). Trong chiến tranh Pike được tăng cường thêm hai ống phóng ngư lôi trước mũi và nâng cấp lên súng máy M2 Browning .50-caliber (12,7 mm).
Tarpon được đặt lườn tại xưởng tàu của hãng Electric Boat Company ở Groton, Connecticut vào ngày 22 tháng 12, 1933. Nó được hạ thủy vào ngày 4 tháng 9, 1935, được đỡ đầu bởi cô Eleanore Katherine Roosevelt, con gái Trợ lý Bộ trưởng Hải quân Henry L. Roosevelt và được cho nhập biên chế cùng Hải quân Hoa Kỳ vào ngày 12 tháng 3, 1936 dưới quyền chỉ huy của Hạm trưởng, Đại úy Hải quân Leo L. Pace.

## Lịch sử hoạt động

### 1936 - 1941
Sau khi hoàn tất việc chạy thử máy huấn luyện tại các vùng biển ngoài khơi New England, Tarpon băng qua kênh đào Panama để phục vụ cùng Đội tàu ngầm 13 tại các khu vực San Diego, California và Trân Châu Cảng trong nhiều năm trước khi được điều về Đội tàu ngầm 14. Đến tháng 10, 1939, đơn vị này được điều động sang Philippines để tăng cường cho sáu tàu ngầm cũ lớp S tại Manila; tất cả chúng được tập hợp thành Hải đội Tàu ngầm 5. Đến tháng 10, 1941 các đội tàu ngầm 15 và 16 tiếp tục được điều động từ Trân Châu Cảng sang Manila, nâng tổng số tàu của Lực lượng Tàu ngầm Hạm đội Á Châu lên 29 chiếc. Vào lúc này Tarpon thuộc thành phần Đội tàu ngầm 203.

### 1942

#### Chuyến tuần tra thứ nhất
Hai ngày sau khi Hải quân Đế quốc Nhật Bản bất ngờ tấn công căn cứ Trân Châu Cảng khiến chiến tranh bùng nổ tại Mặt trận Thái Bình Dương, 18 tàu ngầm thuộc Hạm đội Á Châu lên đường cho chuyến tuần tra đầu tiên trong chiến tranh. Tarpon được phân công khu vực phía Đông Nam đảo Luzon. Không thể tiếp cận vào vị trí phù hợp để tấn công những mục tiêu tìm thấy, nó kết thúc chuyến tuần tra đầu tiên tại căn cứ Darwin Australia, vào ngày 11 tháng 1, 1942 mà không bắn phát ngư lôi nào. 

#### Chuyến tuần tra thứ hai
Khởi hành vào ngày 25 tháng 1 cho chuyến tuần tra thứ hai tại khu vực Molucca, Đông Ấn thuộc Hà Lan, Tarpon phát hiện một đoàn tàu vận tải vào ngày 30 tháng 1, nhưng chúng được hộ tống chặt chẽ nên không thể tấn công. Vào ngày 1 tháng 2, nó phóng một loạt bốn quả ngư lôi tấn công một tàu buôn và trúng đích một quả; nó phóng bồi thêm hai quả và trúng đích cả hai, nên tin chắc mục tiêu đã bị đánh chìm, nhưng chiến công này không được xác nhận. Đến ngày 11 tháng 2, đang khi theo đuổi một mục tiêu, nó bị một tàu tuần tra đối phương phát hiện, và chịu đựng bốn quả mìn sâu kích nổ gần tàu trong lúc lặn để né tránh, gây ra những hư hại đáng kể.
Trong đêm 23-24 tháng 2, đang khi tìm cách băng qua eo biển Boling về phía Đông đảo Flores, Tarpon bị mắc cạn tại một dãi đá ngầm. Con tàu đã vứt bỏ mọi vật nặng bao gồm ngư lôi, đạn dược, nước uống và nhiên liệu nhưng vẫn không thể rút ra được. Theo chỉ dẫn của một nhà truyền giáo người Hà Lan trên đảo Adonara lân cận, nó phải đợi đợt thủy triều cao lúc 16:00 đến 18:00 mới rút ra khỏi bãi đá ngầm, và về đến căn cứ tại Fremantle, Australia vào ngày 5 tháng 3.

#### Chuyến tuần tra thứ ba, thứ tư và thứ năm
Trong chuyến tuần tra thứ ba từ ngày 28 tháng 3 đến ngày 17 tháng 5 xuất phát từ Trân Châu Cảng, Tarpon không bắt gặp mục tiêu nào ngoại trừ một tàu bệnh viện. Trong chuyến tuần tra tiếp theo, nó canh phòng phía Bắc đảo Oahu trong giai đoạn diễn ra trận Midway từ ngày 30 tháng 5 đến ngày 9 tháng 6, khi nó không phát hiện được mục tiêu nào. Sau đó chiếc tàu ngầm quay trở về San Francisco, California cho một lượt đại tu, kéo dài cho đến ngày 30 tháng 9.
Khởi hành từ Trân Châu Cảng vào ngày 22 tháng 10 cho chuyến tuần tra thứ năm, Tarpon hoạt động tại vùng biển phía Bắc đảo Bougainville nhưng chỉ bắt gặp nhiều tàu đánh cá nhỏ. Kết thúc chuyến tuần tra, nó quay trở về căn cứ Midway vào ngày 10 tháng 12, rồi tiếp tục đi về Trân Châu Cảng để được tái trang bị.

### 1943

#### Chuyến tuần tra thứ sáu
Trong chuyến tuần tra thứ sáu từ ngày 10 tháng 1 đến ngày 25 tháng 2, 1943 tại vùng biển về phía Nam đảo Honshū, lúc 21 giờ 30 phút ngày 1 tháng 2, tại vị trí cách 27 mi (43 km) về phía Nam đảo Mikura-jima, Tarpon đã phóng bốn quả ngư lôi tấn công một mục tiêu, ghi được một quả trúng đích. Hai quả ngư lôi phóng bồi thêm đã khiến tàu chở hành khách Fushimi Maru (10.935 tấn) bị vỡ làm đôi và đắm. Bốn ngày sau đó, chiếc tàu ngầm chuyển sang tuần tra dọc tuyến hàng hải hướng đến Truk. Vào ngày 8 tháng 2, nó phát hiện một mục tiêu lớn không nhận diện được qua radar, và đã phóng một loạt bốn quả ngư lôi tấn công, tất cả đều trúng đích. Tàu khu trục Yamagumo tháp tùng để hộ tống đã phản công quyết liệt nên Tarpon buộc phải lặn sâu để né tránh, trong khi tàu vận chuyển Tatsuta Maru (16.975 tấn) bị đắm tại tọa độ 33°45′B 140°25′Đ / 33,75°B 140,417°Đ với tổn thất hơn 1.400 binh lính, hành khách và thủy thủ. Kết thúc chuyến tuần tra và quay trở về căn cứ Midway, nó trở thành tàu ngầm có tổng tải trọng tàu bị đánh chìm lớn nhất trong một chuyến tuần tra.

#### Chuyến tuần tra thứ bảy
Trong chuyến tuần tra thứ bảy từ ngày 29 tháng 3 đến ngày 15 tháng 5 tại vùng biển quần đảo Marshall, Tarpon không bắt gặp mục tiêu nào phù hợp. Nó đã bắn phá một trạm vô tuyến trên đảo Taroa cho đến khi bị pháo bờ biển phản công, và buộc phải rút lui.

#### Chuyến tuần tra thứ tám
Khởi hành vào ngày 30 tháng 7 cho chuyến tuần tra thứ tám tại vùng biển nhà Nhật Bản, Tarpon bắt gặp một lực lượng đặc nhiệm đối phương vào ngày 16 tháng 8, bao gồm một tàu sân bay, nhưng không theo kịp tốc độ của đối phương. Năm ngày sau đó, nó phát hiện hai tàu chở hàng lớn được hộ tống, và đã phóng một loạt sáu quả ngư lôi tấn công, gây hư hại cho cả hai. Đến ngày 28 tháng 8, nó tiếp tục gây hư hại cho một tàu buôn tại khu vực Mikura-jima; rồi đến ngày 4 tháng 9 đã đánh chìm một tàu tuần tra trước khi quay trở về Midway vào ngày 8 tháng 9.

#### Chuyến tuần tra thứ chín
Trong chuyến tuần tra thứ chín từ ngày 1 tháng 10 đến ngày 3 tháng 11 dọc theo bờ biển đảo Honshū, Tarpon đang canh phòng các lối tiếp cận cảng Yokohama vào đêm 16 tháng 10, khi phát phát hiện một tàu phụ trợ lớn. Nó theo dõi mục tiêu cho đến 01 giờ 56 phút ngày hôm sau, khi nó phóng một loạt bốn quả ngư lôi để tấn công. Đối phương thoạt tiên chết đứng giữa biển, nhưng lại di chuyển hướng thẳng đến chiếc tàu ngầm. Tarpon lặn xuống đi bên dưới mục tiêu rồi tiếp tục phóng thêm ba quả ngư lôi phía đuôi, đánh trúng đuôi tàu đối phương, nhưng mục tiêu tiếp tục nổi. Một quả ngư lôi phóng bồi thêm đã khiến con tàu đối phương nổ tung và đắm. Tài liệu thu được sau chiến tranh cho biết mục tiêu là tàu cướp tàu buôn Đức Michel (Schiff 28) vốn đã đánh phá tàu bè Đồng Minh tại cả Đại Tây Dương lẫn Thái Bình Dương. Michel trở thành chiếc tàu chiến Đức duy nhất bị một tàu ngầm Hoa Kỳ đánh chìm tại Thái Bình Dương.
Bốn ngày sau đó, Tarpon bắt gặp một tàu sân bay được một tàu khu trục hộ tống. Nó phóng bốn quả ngư lôi nhắm vào chiếc tàu sân bay, nhưng đối thủ tăng tốc và đổi hướng né tránh. Đến sáng ngày 23 tháng 10, nó phát hiện qua radar hai tàu buôn và phóng một loạt năm quả ngư lôi tấn công, nhưng tất cả đều đi bên dưới mục tiêu. Nó kết thúc chuyến tuần tra khi quay trở về Trân Châu Cảng vào ngày 3 tháng 11.

#### Chuyến tuần tra thứ mười
Chuyến tuần tra thứ mười từ ngày 4 tháng 12, 1943 đến ngày 12 tháng 1, 1944 được Tarpon dành cho việc trinh sát nhóm quần đảo Marshall mà không gặp sự cố nào. Nó có cơ hội tấn công một tàu chở dầu nhỏ nhưng cả hai quả ngư lôi phóng ra đều bị trượt.

### 1944

#### Chuyến tuần tra thứ mười một
Trong chuyến tuần tra thứ mười một từ ngày 19 tháng 6 đến ngày 8 tháng 8, Tarpon làm nhiệm vụ tìm kiếm và giải cứu tại khu vực Truk để hỗ trợ các phi vụ ném bom. Vào ngày 14 tháng 7, nó phóng một loạt ba quả ngư lôi nhằm vào một tàu buôn, nhưng tất đều bị trượt, và đối thủ thực ra là một tàu săn ngầm ngụy trang. Chiếc tàu ngầm phải lặn sâu để né tránh mìn sâu phản công và rút lui khỏi khu vực. Đến ngày 25 tháng 7, nó phát hiện qua radar một đoàn tàu vận tải và phóng một loạt ba quả ngư lôi nhằm vào chiếc tàu lớn nhất nhưng không trúng đích. Nó tiếp cận để tấn công đối thủ bằng hải pháo, nhưng khẩu pháo kẹt đạn chỉ sau hai phát bắn buộc nó phải tách ra xa. Khi tiếp cận lần nữa, nó chỉ gây hư hại cho đối phương nhưng bị hỏa lực đối phương bắn trả áp đảo, nên đã rút lui khỏi cuộc tấn công.

#### Chuyến tuần tra thứ mười hai
Trong chuyến tuần tra thứ mười hai, cũng là chuyến cuối cùng, từ ngày 31 tháng 8 đến ngày 14 tháng 10, Tarpon chỉ làm nhiệm vụ tìm kiếm và giải cứu phục vụ cho các chiến dịch không kích nhắm vào căn cứ Truk và phụ cận.

### 1944 - 1957
Quay trở về Trân Châu Cảng sau chuyến tuần tra cuối cùng, Tarpon được điều động sang vùng bờ Đông. Nó rời vùng biển Hawaii vào ngày 24 tháng 12 và đi đến New London, Connecticut vào ngày 17 tháng 1, 1945, nơi nó đảm nhiệm vai trò huấn luyện tại Căn cứ Tàu ngầm Hải quân New London cho đến khi chiến tranh chấm dứt.
Tarpon được cho xuất biên chế tại Boston, Massachusetts vào ngày 15 tháng 11, 1945. Đến đầu năm 1947, nó được huy động trở lại để phục vụ ngoài biên chế như một tàu huấn luyện dự bị cho Quân khu Hải quân 8 tại New Orleans, Louisiana. Tên nó được cho rút khỏi danh sách Đăng bạ Hải quân vào ngày 5 tháng 9, 1956. Con tàu bị bán để tháo dỡ, nhưng trên đường được kéo đi vào ngày 26 tháng 8, 1957, nó bị đắm tại vị trí về phía Nam Cape Hatteras, North Carolina, tại tọa độ 34°45.195′B 75°46.025′T / 34,75325°B 75,767083°T.

## Phần thưởng
Tarpon được tặng thưởng bảy Ngôi sao Chiến trận do thành tích phục vụ trong Thế Chiến II. Nó được ghi công đã đánh chìm hai tàu Nhật Bản với tổng tải trọng 27.910 tấn.
|  |                                         |  |
|  | Silver star · Bronze star · Bronze star |  |

| Dãi băng Hoạt động Tác chiến  | Dãi băng Hoạt động Tác chiến                                            | Dãi băng Hoạt động Tác chiến         | Đơn vị Tuyên Dương Tổng thống |
| Huân chương Chiến dịch Hoa Kỳ | Huân chương Chiến dịch Châu Á-Thái Bình Dương với 7 Ngôi sao Chiến trận | Huân chương Chiến thắng Thế Chiến II |                               |